# Spiricoelotes urumensis
Spiricoelotes urumensis är en spindelart som först beskrevs av Matsuei Shimojana 1989.  Spiricoelotes urumensis ingår i släktet Spiricoelotes och familjen mörkerspindlar. Inga underarter finns listade i Catalogue of Life.